# Contraespai

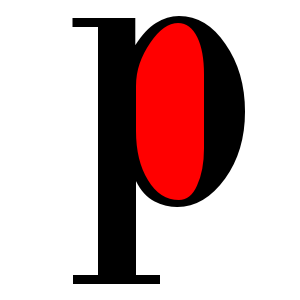
contraespai de la lletra "p"

En tipografia, el contraespai (de l'anglès: counter-space), o contrapunxó (del francès: contre-poinçon), és l'espai interior blanc de certes lletres. Aquest espai normalment és tancat, però, per extensió, també s'anomenen contraespais aquests espais ‘oberts' que tenen algunes altres lletres. El traç que crea aquest espai obert es coneix com a "bol".

## Contraespais oberts i tancats

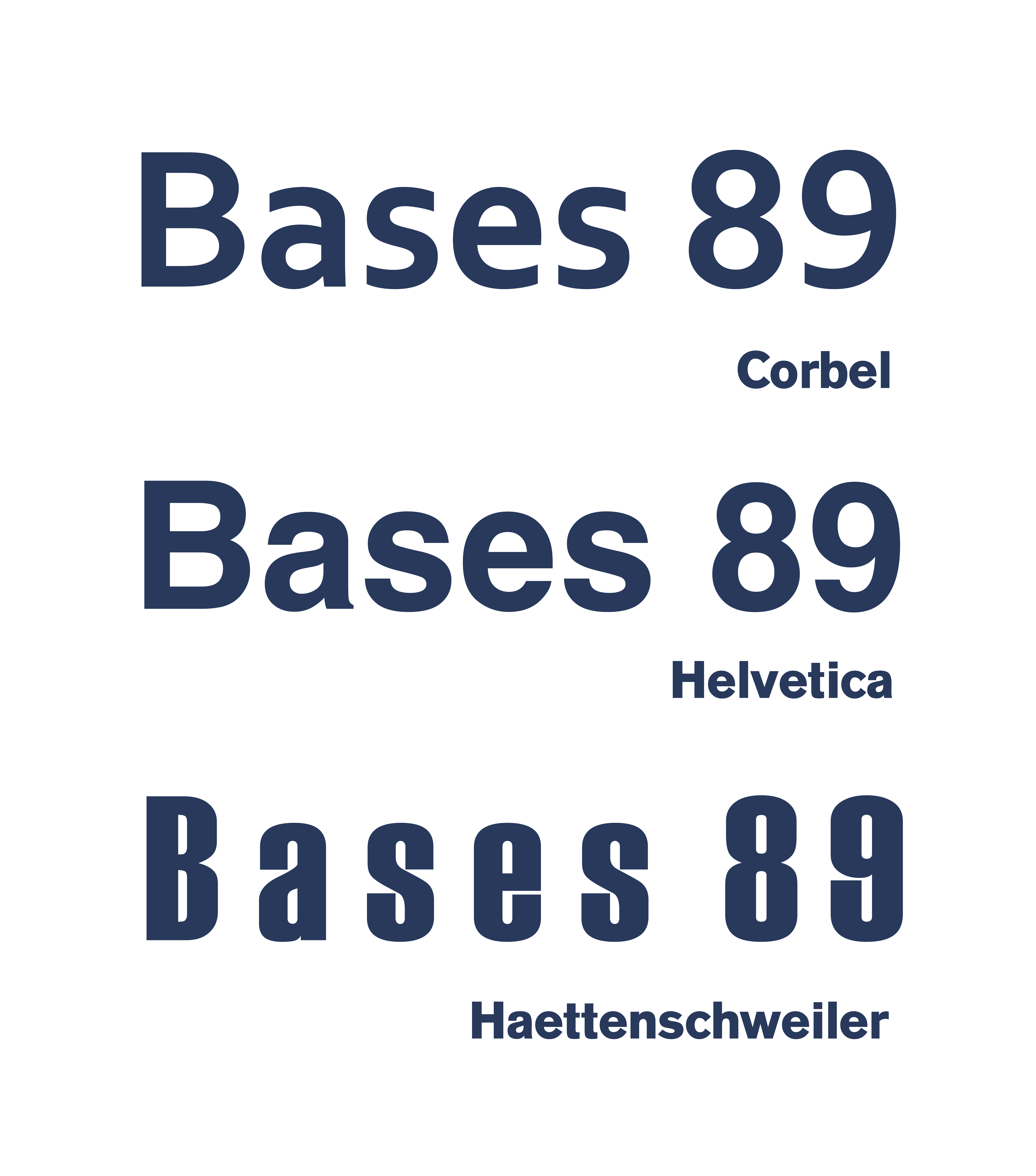
Tres tipus de lletra sans-serif: Corbel amb contraespais oberts, Helvetica amb contraespais tancats i Haettenschweiler encara més tancats. Observar com el 8 i el 9 de Haettenschweiler gairebé no es distingeixen.

Diferents estils de tipus de lletra tenen diferents tendències a utilitzar contraespais més oberts o més tancats. Aquesta decisió de disseny és especialment important per a les tipografies sans-serif, que poden tenir traços molt amplis, fent que els contraespais siguin molt estrets.
Els tipus de lletra amb bona llegibilitat, solen tenir contraespais molt amplis, mantenint els traços molt separats els uns dels altres per tal de reduir l'ambigüitat. Això pot ser especialment important en situacions com els signes que cal visualitzar a distància, els materials destinats a ser visualitzats per persones amb problemes de visió o la lletra petita, especialment en paper de mala qualitat.
Els tipus de lletra oberts, els més importants Lucida Grande, Trebuchet MS, Corbel i Droid Sans, tots dissenyats per al seu ús en pantalles de baixa resolució i Frutiger, FF Meta i altres dissenyats per a un ús imprès. Aquesta tendència de disseny es va fent cada cop més habitual amb la difusió dels dissenys des dels anys vuitanta i noranta del tipus humanista/sans-serif i l'ús d'ordinadors que requereixen nous tipus de lletra llegibles a la pantalla.
Els tipus de lletra realistes, entre ells neo-grotesca sans-serif com Helvetica, que utilitzen obertures molt tancades, plegant els extrems del traç per fer-los més propers. Això dona a aquests dissenys un aspecte distintiu i compacte, però pot fer que les formes de lletres similars siguin difícils de distingir. Les formes de lletra tancades en dissenys realistes molt condensats com Impact i Haettenschweiler fan que caràcters com ara 8 i 9 siguin gairebé indistingibles a les mides petites. El dissenyador Nick Shinn ha suggerit que la causa d'aquesta tendència de disseny, similar a les tipografies Didone del segle xix, pot ser el desig de distribuir la pressió de la impremta sobre el tipus, reduint el desgast.

## Lletres amb contraespais
- Entre les lletres que contenen contraespais tancats hi ha: A, B, D, O, P, Q, R, a, b, d, e, g, o, p i q.
- Les lletres que contenen contraespais oberts:c, f, h, i, s etc.
- Els dígits 0, 4, 6, 8 i 9 també tenen contraespais.
- La minúscula 'g' té dues variants tipogràfiques: la "" que té un contraespai tancat i un contraespai obert (i per tant una obertura.); i la "" que té dos contraespais tancats.

Contraespais de les lletres B, D, C i a, g, d.

- El dígit 4 també té dues variants tipogràfiques: la variant de la part tancada tancada '' té un contraespai tancat i un obert (per exemple, escrit a mà) '  'té un contraespai obert.